# Nobody (Chief Keef)
Nobody è un mixtape del rapper statunitense Chief Keef, pubblicato il 16 dicembre 2014 dalla etichetta discografica RBC Records. L'album presenta le collaborazioni di Tadoe e Kanye West.

## Tracce
1. Ain't Just Me – 2:16
2. Oh Lawd (feat. Tadoe) – 4:27
3. Already – 2:16
4. Fast'n'Furious – 1:59
5. Fishin – 4:25
6. Funny – 3:19
7. Gooey – 1:29
8. Hard – 3:39
9. Nobody (feat. Kanye West) – 4:11
10. Pit stop – 3:13
11. Twelve Bars – 2:19
12. Yeah Now – 2:22